# Ливен, Христофор Андреевич
Барон, затем граф (с 1799) и светлейший князь (с 1826) Христофо́р Андре́евич Ли́вен (6 мая 1774 — 29 декабря 1838) — русский военный и государственный деятель, дипломат, посол в Берлине и Лондоне, генерал от инфантерии, генерал-адъютант.

## Биография
Родился в Киеве 6 мая 1774 года. Происходил из древнего дворянского рода, получившего в XVII в. баронское достоинство. Отец его, барон Андрей Романович фон Ливен, был на военной службе и скончался в 1781 г. в чине генерал-майора; мать, Шарлотта Карловна, урождённая фон Гаугребен, была воспитательницей великих княжён, дочерей Павла Петровича, и в годы младенчества — великих князей Николая Павловича и Михаила Павловича. Братья и сёстры Христофора Андреевича: Карл (1767—1844, член Государственного совета), Вильгельмина (1769—1813, в замужестве баронесса Поссе), Фёдор (в крещении Фридрих Густав, 1770—1796), Иван (в крещении Иоганн Георг, 1775—1848, генерал-лейтенант, герой Наполеоновских войн), Катарина Элизабет Шарлотта (1776—1843, замужем за почётным членом Академии наук бароном Борисом Ивановичем Фитингоф-Шелем).
Записанный в артиллерию с пятилетнего возраста, Христофор Андреевич сделал впоследствии быструю и блестящую карьеру: определённый 29 сентября 1786 г. во 2-й канонерский полк сержантом, он 13 марта 1789 г. был произведён в штык-юнкеры и в следующем году принял участие в кампании против шведов и за отличие 5 декабря 1790 г. был произведён в прапорщики лейб-гвардии Семёновского полка и далее в этом полку последовательно получил чины подпоручика (1 января 1791 г.) и поручика (1 января 1794 г.).
В 1794 г. участвовал с австрийской армией в кампании против французов во Фландрии и находился в сражениях при Тамплеве, Турне и Флерюсе.
20 февраля 1796 года был произведён в подполковники с назначением во Владимирский драгунский полк. Отправленный на Кавказ, Ливен участвовал в походе графа Зубова против Персии, был при взятии Дербента и Гянджи и в экспедиции в Грузию, в последнем походе был назначен в Тульский мушкетерский полк.
27 апреля 1797 г. император Павел I пожаловал его во флигель-адъютанты. 24 июня 1798 г. Его Императорского Величества флигель-адъютант полковник Ливен назначен отправлять должность генерал-адъютанта, а 27 июля того же года отправляющий должность генерал-адъютанта полковник Ливен назначен генерал-адъютантом к Его Императорскому Величеству с производством в генерал-майоры, и 12 ноября назначен начальником военно-походной канцелярии Его Величества; также 15 мая 1798 г. он был награждён орденом св. Анны 2-й степени, 21 декабря — орденом св. Иоанна Иерусалимского. 22 февраля 1799 г. Ливен сделался графом, вследствие пожалования его матери графского достоинства.
Облагодетельствованный императором Павлом, воспитанный матерью в любви и преданности к царской семье, Ливен искренно разделял с императором Александром I скорбь, сопровождавшую первые годы его царствования. Оставаясь на военной службе, он в кампании 1805 г. участвовал в сражениях при Вишау и под Аустерлицем; был свидетелем Тильзитского мира и 22 июля 1807 г. произведён в генерал-лейтенанты. 28 января 1806 г. награждён орденом св. Георгия 3-й степени (№ 130)
В награду за рачительное исполнение всех обязянностей по званию генерал-адъютанта при движении армии в нынешнюю кампанию и во время сражения 20-го ноября.
В 1808 году, оставаясь генерал-адъютантом, Ливен зачислен был в ведомство Коллегии иностранных дел и 31 декабря 1809 г. назначен чрезвычайным посланником и полномочным министром в Берлин, где в короткое время сумел приобрести доверие короля Фридриха-Вильгельма. Ливен был первый, обративший внимание императора Александра на патриотическое настроение Пруссии, готовой при первой возможности ниспровергнуть тяжелое для неё иго французов. За превосходное исполнение обязанностей посланника 18 февраля 1812 г. Ливен был удостоен ордена св. Александра Невского (алмазные знаки к этому ордену даны 24 ноября 1813 г.).
Во время Отечественной войны 1812 г. Ливен 5 сентября был назначен послом в Великобритании и с честью занимал этот пост в течение двадцати двух лет. 22 августа 1826 г. Х. А. Ливен был пожалован титулом светлейшего князя и 4 августа 1831 года был назначен членом Государственного совета, однако оставался в Лондоне ещё в течение трёх лет.
Будучи свидетелем и участником величайших событий начала XIX столетия, Ливен сумел приобрести доверие выдающихся политических деятелей современной ему Англии; умеренность и благородство, свойственные его характеру, были оценены всеми политическими партиями Англии, независимо от их убеждений. Его политическая честность, осторожность и в то же время настойчивость в поступках внушали к нему общее уважение: все знали, что он никогда не изменит своему слову. Лорд Грей в заседании парламента воздал представителю Российской империи благодарную и блестящую признательность, — единственный пример в истории великобританского парламента.
Произведённый 1 января 1819 года в генералы от инфантерии, Ливен вернулся в Россию, где императору Николаю Павловичу угодно было почтить его особым доверием, назначив в 1834 году попечителем при особе наследника цесаревича Александра Николаевича. Призванный в 1838 г. сопровождать наследника в заграничном путешествии, Ливен посетил с ним Стокгольм, Копенгаген, Берлин, Рим и другие города Европы. В Риме он занемог и после кратковременной болезни скончался 29 декабря 1838 года (по другим данным — 6 декабря 1838 года).
25 января 1839 года исключён из списков умершим. Похоронен в своём имении Мезотен Баусского уезда Курляндской губернии.

## Семья
Был женат на дочери рижского военного губернатора генерала от инфантерии Христофора Ивановича Бенкендорфа Дарье. В браке родилось шестеро детей, пять сыновей и одна дочь: Магдалена (1804—1805), Александр (1805—1885), Павел (1806—1866), Константин (1807—1838), Георгий (1819—1835), Артур (1825—1835).

## Награды

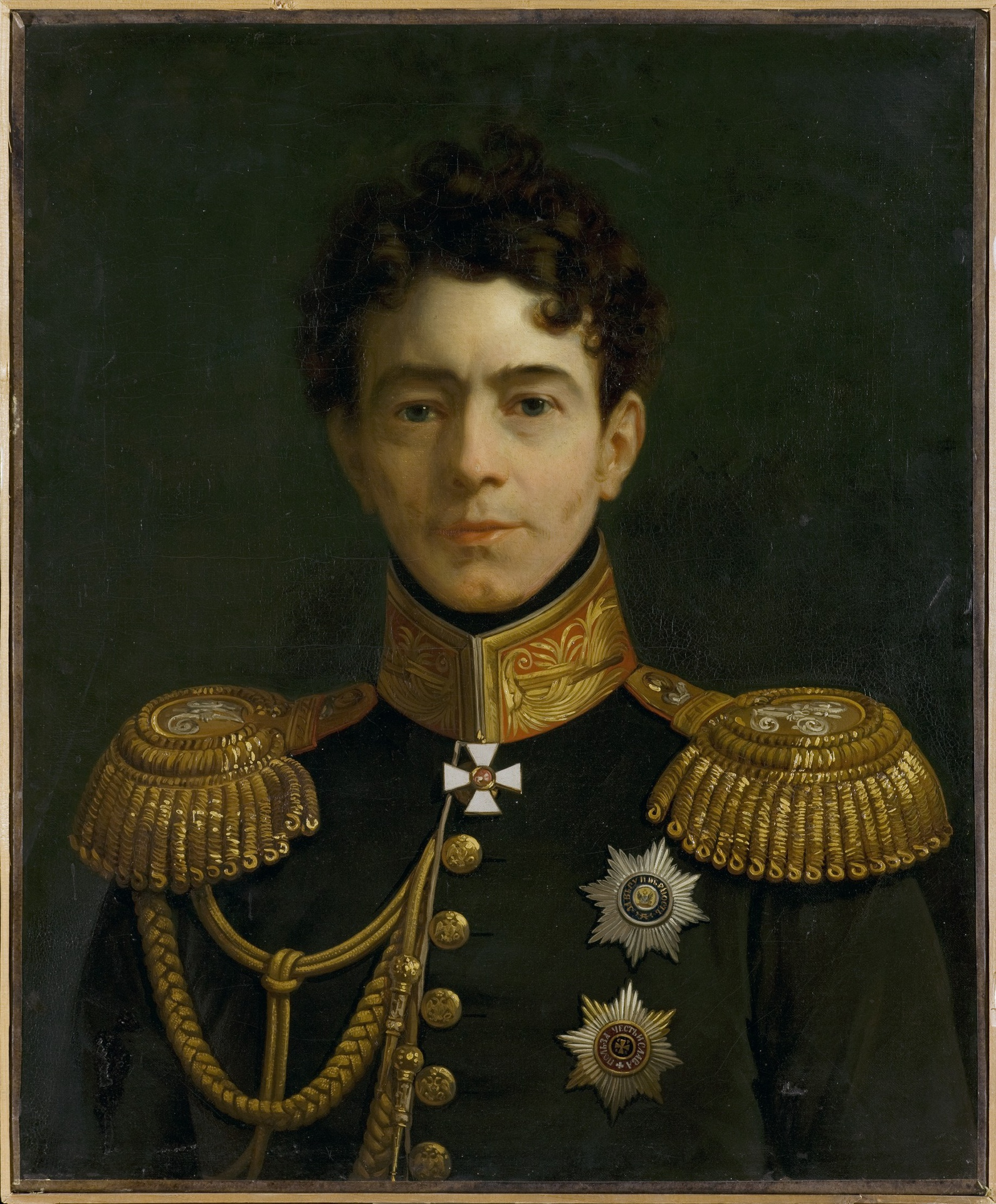

- Орден Святой Анны 2-й степени (15.05.1798)
- Орден Святого Иоанна Иерусалимского (21.12.1798)
- Орден Святой Анны 1-й степени (26.01.1799); алмазные знаки к ордену (15.09.1801)
- Орден Святого Георгия 3-й степени (28.01.1806)
- Орден Святого Владимира 2-й степени (26.01.1808)
- Орден Святого Александра Невского (18.02.1812); алмазные знаки к ордену (24.11.1813)
- знак отличия беспорочной службы за XL лет (1826)
- Орден Святого апостола Андрея Первозванного (22.08.1826)
- Орден Святого Владимира 1-й степени (22.09.1830)
- Алмазные знаки к Ордену Святого апостола Андрея Первозванного (25.06.1832)

Иностранные:
- прусский Орден Чёрного орла (1809, королевство Пруссия)[5]
- прусский Орден Красного орла (1809, королевство Пруссия)
- шведский Орден Серафимов (12.06.1838)
- шведский Орден Меча, большой крест
- датский Орден Слона
- ганноверский Королевский Гвельфский орден, большой крест
- саксен-веймарский Орден Белого сокола, большой крест